# 守護者系列
《守護者系列》是日本作家上橋菜穗子異世界幻想小說的系列作品。加上旅人系列全套10卷與短篇集、作品集、短篇收錄本、外傳各1冊。

## 概要
因為出版於兒童文學，所以書迷的年齡層非常廣泛。以短槍使巴爾莎為主線的故事就以「～守護者」為命名，以二皇子查穆為主線的故事就以「～的旅人」為命名，而兩主線合流時的最後一回則以「天與地的守護者」為命名。
2006年8月，「守護者系列」第一部《精靈守護者》（精霊の守り人）的廣播劇在NHK-FM的「青春冒險」開始放送。2007年4月，同作品第二部《闇之守護者》（闇の守り人）的廣播劇亦在同頻道放送。
其中《精靈守護者》由Production I.G改編成電視動畫，於2007年4月7日～9月29日在日本NHK-BS2播出，共26話。獲選為2007年第十一屆日本新媒體動漫藝術節動畫部門推薦的作品。
日本漫畫版由藤原神居（藤原カムイ）於《月刊少年GANGAN》2007年4月号至2008年8月号期間進行連載，單行本全3卷。
尖端出版和中国少年儿童出版社分别代理發行台灣及大陸版小說。

## 世界觀
這部作品的世界裡有分為，肉眼所能看到的人類的世界（撒古）及肉眼看不到的精靈的世界（納由古），這兩個世界是在同時、同一個地方同時存在。
咒術師以咒術就能看到納由古裡生活的生物。但是，這一部存在著能不依靠咒術就能見到納由古的人類（主角為小孩），存在於撒古與納由古的交會處，岡巴魯的山底、青霧山脈的山谷間。
故事主要登場的國家為新龍古皇国、岡巴魯王國、桑納爾王國、羅塔王國四個國家、但後半會有由海的方向過來的大國塔魯修帝国以征服蕯雷塔成為枝國（本作殖民地的名稱）而登場、語言不一樣且國家的宗教也不同。

## 登場人物

### 主要人物
僅列出登場2部小說作品以上的角色。

「守護者系列」的主角，故事開始時為30歲。使用短槍的女保鏢，隨著旅行商隊的警衛工作而在各國到處旅行。出生於北方國家岡巴魯。雖為女性，卻因使用精湛的短槍武藝而以「短槍使巴爾莎」為聞名。孩提時期時，母親在巴爾莎五歲時死亡，父親卡魯那·伊翁薩是王的主治醫生，卻因為捲入政權問題而被謀殺，當巴爾莎也因為封口而在被殺前，父親請求友人吉古羅·穆薩幫助巴爾莎逃往國外。在各國逃亡的途中看出她有武術的才能而教導她短槍武藝。吉古羅因病去世後，她因活用短槍而開始以保鏢為業。在吉古羅共事的陀珞烗家中與湯達成為青梅竹馬，只要受傷就會請他治療。
恰克慕
「旅人系列」的主角，故事開始時為11歲，新龍古皇國的二之宮·第二皇子，外祖父為海軍提督。但因水之精靈卵(侖加羅伊姆)的事件及第一皇子死後而直升皇太子。本來為見識淺薄、年紀輕輕的少年，卻在開拓了眼界之後有了相當多成長，能以不同於宮中的角度看待事物並受到眾人的喜愛。因為水之精靈的影響能見到納由古，跟著湯達的關係多少也學會一點咒術。因離宮接觸庶民生活的關係，民生意識非常強。有異母的弟妹。
汤达
流著亞空人血脈的藥草師，故事開始為28歲。為陀珞烗的弟子，目前正在修習咒術。以藥草治療為長項，為老好人的性格，巴爾莎的青梅竹馬，非常重視巴爾莎，不管她受傷多少次都會為她治療。從小看到人死去的模樣後，為了尋找靈魂而開始觀看鳥獸，親兄弟都把他當作怪人對待。亞空人的血有1/4（母系）、龍古人的血有3/4。
陀珞烗
當代亞空的咒術師，使用咒術便能看到亞空所稱「納由古」的精靈世界。故事開始為70歲，但還擁有很多氣力體力，看起來似乎還很健壯，好酒的先住民亞空人。
托亞
住在河流橋下，在市場一隅經營委托屋的孤兒們，如名「委托屋」，客人的委託什麼都辦得到，在市場上什麼都調查得出來的職業。曾被巴爾莎幫助過，偶爾旅行與巴爾莎和陀珞烗在橋下會面接受任務。二度登場時已經結婚了。
紗亞
住在河流橋下，以托亞無血緣的妹妹身分和托亞一同經營萬事的孤兒，與托亞的粗性格不同，是個擅長頭腦分析、心思細膩的女孩，常常幫托亞出主意。因紗亞昏睡事件使托亞正視自己對她的感情，兩人因此情投意合。
修伽
新龍古皇國裡「星之宮」的占星術師，20歲。在聖導師下學習，有著優異的頭腦，被稱為「星之宮的天才」。兼職二之宮·二皇子恰克慕的教導者，私下秘密向陀珞烗學習亞空人特有的咒術及世界觀。

### 其他人物
迦凯
與修伽同樣為新龍古皇國裡「星之宮」的占星術師，對修伽抱有嫉妒、敵對的意識，輔佐一之宮·大皇子薩古姆。學識淵博，精通所有門類，知識的探求心非常高。
薩古姆
一之宮·大皇子。是二之宮·二皇子恰克慕的哥哥，兩兄弟感情甚好，非常疼愛弟弟。之後卻因傷心加上處理政務過度疲累而一睡不醒(去世)。
聖導師
現為「星之宮」最高権威「聖導師」職位的老人。表面上輔佐天皇，私底下卻支配著所有一切。對修伽的能力評價有加，私底下希望修伽能夠成為下一任「聖導師」。
天皇
新龍古皇國的天皇，恰克慕的父親，相信自己身為「神的子孫」必然會正確地帶領國家。
二之妃
新龍古皇國的第二王妃。恰克慕的母親。發現自己的兒子有性命危險，便委託女保鏢巴爾莎帶著查穆逃走。
吉古羅·穆薩
與巴爾莎有著深切關係的短槍使，是巴爾莎父親卡魯那·伊翁薩的友人，也是巴爾莎的救命恩人。
修烏寇
達路休帝國的密探(塔庫「鷹」)，海另一端被征服的龍古枝國人，武士家族出身。也擁有看見納由古的能力，會一些咒術。

## 主要登場國家
新龍古皇國
巴爾莎、陀珞烗、恰古穆、湯達、修伽等等、故事中的中心人物全員居住的國家（以巴爾莎的情形並不是屬於定住的、是最近才生活在那個國家）。
新龍古皇國是以日本為藍圖（モデルは日本），最高權力為天皇，他可以娶三位后妃。現在他們還是相信著皇族為神的子孫，且擁有神通能力存在的信仰（實際上並沒有那種能力）。
這個國家最大的特徵在擁有占星術師的制度。這是新龍古國建國時擔當大聖導師的卡伊那·那那伊所制定的制度。觀察空中星宿位置的模様，以占卜未来「天道」的學問，來作為學習基礎的制度（不過問身份、只要擁有廣泛才能的人就能被選上）。作中與此有關的登場人物有占星術師的修伽及聖導師。聖導師不只在國家黑暗部份有重要地位，其中也深深涉及到政治關係。
這個國家也可以自己取消王位繼承權，取消繼承權的方法除了死亡以外沒有其他的辦法（因疾病死亡或事故死亡、或者偽裝的暗殺行為）。天皇直属的暗殺者稱為狩人。那是世襲制，他們不只是毫不遜色的武術專家，同時也是執行困難暗殺任務的武人。兵力並不強悍。
作中約250年前、新龍古皇國先祖托魯加爾因為厭惡與隔海相望以南位置、舊國「龍古皇國」間的王位繼承權的糾紛而越海過來於此建國。
岡巴魯王國
國家位在新龍古國以北，不斷的越過青霧山脈的另一側。有十個氏族，分別由氏族長所統治，所有的氏族則由岡巴魯王所統治，居住在王宮裡。
氏族長是由健壯的男人們（氏族長的兒子或是弟弟。岡巴魯的武人之血是父親與兒子間傳承下來的，不允許女人使用武藝）選出使用槍法最精湛的人〈岡巴魯王之槍〉，來作為王的輔佐。
貧困的國家，人民自己開懇貧瘠的土地，生產栽培少量的谷類和白薯，放牧岡巴魯山羊。唯一的財源為青光石，由附近的鄰國以穀物來購買。
這個寶石是由《山之王》所贈予的、每隔將近二十年之間開啟《山底下的門》、由〈王之槍〉與其侍從由黑暗的山底下裡帶回，但是《青光石贈送儀式》的内容為嚴固的秘密、除了特定人士以外的一般人是無法得知其內容的。
羅塔王國
新龍古皇國的鄰國。北部的氏族貧困、南部卻豊盛的貧富差距甚大，經常起衝突。由ヨーサム王所統治、其弟イーハン作為皇兄的輔佐。
除了羅塔人以外，還有塔魯的子民，擁有著令人畏懼的力量、能夠招喚神且互相傳承〈異能者〉，由羅塔所支配。因為羅塔民可怕的傳說、導致塔魯民只能躲藏在陰暗的角落居住。
羅塔為騎馬民族、擁有強力的軍隊。毫無宣言模式但有著印度風的風格。
桑納爾王國
新龍古國海面以南的國家，在大陸大部份都是島嶼，國風自由、但國民金錢利益關係也高。
塔魯修帝國
位在大陸南方的超級大國。持有帝國主義、紛紛對其他國家展開併吞、往北方侵略。

### 出现的文字
在场景中出现的文字为西夏文以及借由西夏文形制变化的甲骨文，剧中部分文字亦可查出藩字原字，但并不对应相干事物的随意套用。

## 用語
短槍（日语：／）
武術用的槍，帕爾莎跟吉古羅所使用的武器，在北方岡巴魯王國還興盛時，當時同國的王的護衛以「王之槍」為人們對短槍使最高的稱號。
亞空
是以前住在現在新龍勾的土地上的子民，陀珞烗是亞空人、而湯達是混血。龍勾人皆為混血種族、純種的亞空人現在不多見。對撒古與納由古存有獨特的世界觀。
撒古
亞空人們的世界觀所說的「這邊的世界」，人類存在於這個世界過著普通的生活，與納由古重疊存在。
納由古
亞空人們的世界觀所說的「那邊的世界」，精靈所存在的世界，岡巴魯國也有以相似的名字稱呼他們。有使用咒術就能看到他們的人，也有無需使用咒術的普通人也能看到的人存在（阿思蘭與查穆等），季節的週期非常長。
青光石（日语：／）
岡巴魯原產的青色的寶石，非常高價，為岡巴魯王國裡國庫最重要的輸出品，岡巴魯人在那裡有數十年往返寄送。

## 出版書籍

### 小說
| 日文標題 | 中文標題                          | 偕成社               | 偕成社                                                  | 尖端出版       | 尖端出版               | 中國少年兒童出版社 | 中國少年兒童出版社     | 磨铁图书   | 磨铁图书               |
| 日文標題 | 中文標題                          | 發售日期             | ISBN                                                    | 發售日期       | ISBN                   | 發售日期           | ISBN                   | 發售日期   | ISBN                   |
| -------- | --------------------------------- | -------------------- | ------------------------------------------------------- | -------------- | ---------------------- | ------------------ | ---------------------- | ---------- | ---------------------- |
|          | 精靈守護者                        | 1996年7月 2006年11月 | ISBN 4-03-540150-1 ISBN 4-03-750020-5（輕裝版）         | 2008年2月13日  | ISBN 978-957-103-777-6 | 2011年4月          | ISBN 978-75-1480-063-0 | 2022年2月  | ISBN 978-7-213-10360-5 |
|          | 闇之守護者（台） 黑暗守護者（中） | 1999年1月 2006年11月 | ISBN 4-03-540210-9 ISBN 4-03-750030-2（輕裝版）         | 2008年6月18日  | ISBN 978-957-103-866-7 | 2011年4月          | ISBN 978-75-1480-062-3 | 2022年2月  | ISBN 978-7-213-10337-7 |
|          | 夢之守護者                        | 2000年5月 2007年7月  | ISBN 4-03-540230-3 ISBN 978-4-03-750040-5（輕裝版）     | 2009年12月18日 | ISBN 978-957-104-191-9 | 2011年4月          | ISBN 978-75-1480-060-9 | 2022年2月  | ISBN 978-7-213-10355-1 |
|          | 虛空的旅人（台） 虛空旅人（中）   | 2001年7月 2007年9月  | ISBN 4-03-540270-2 ISBN 978-4-03-750050-4（輕裝版）     | 2010年3月18日  | ISBN 978-957-104-250-3 | 2016年3月          | ISBN 978-75-1482-887-0 | 2023年预定 | ISBN 978-7-5583-3924-0 |
|          | 神之守護者 來訪篇                 | 2003年1月 2008年2月  | ISBN 4-03-540280-X ISBN 978-4-03-750060-3（輕裝版）     | 2010年6月9日   | ISBN 978-957-104-295-4 | 2011年4月          | ISBN 978-75-1480-064-7 | 2022年2月  | ISBN 978-7-213-10357-5 |
|          | 神之守護者 回歸篇                 | 2003年1月 2008年2月  | ISBN 4-03-540290-7 ISBN 978-4-03-750070-2（輕裝版）     | 2010年9月14日  | ISBN 978-957-104-353-1 | 2011年4月          | ISBN 978-75-1480-061-6 | 2022年2月  | ISBN 978-7-213-10356-8 |
|          | 蒼路的旅人（台） 蒼路旅人（中）   | 2005年4月 2008年7月  | ISBN 4-03-540310-5 ISBN 978-4-03-750080-1（輕裝版）     | 2010年12月14日 | ISBN 978-957-104-405-7 | 2016年3月          | ISBN 978-75-1482-893-1 | 2023年预定 | ISBN 978-7-5583-3921-9 |
|          | 天地守护者 第一部 羅塔王國篇      | 2006年11月 2008年9月 | ISBN 4-03-540320-2 ISBN 978-4-03-750090-0（輕裝版）     |                |                        | 2016年3月          | ISBN 978-75-1482-886-3 | 2023年预定 | ISBN 978-7-5583-3900-4 |
|          | 天地守护者 第二部 坎巴王國篇      | 2007年1月 2008年11月 | ISBN 978-4-03-540330-2 ISBN 978-4-03-750100-6（輕裝版） |                |                        | 2016年3月          | ISBN 978-75-1482-885-6 | 2023年预定 | ISBN 978-7-5583-3901-1 |
|          | 天地守护者 第三部 新约格王国篇    | 2007年2月 2009年1月  | ISBN 978-4-03-540340-1 ISBN 978-4-03-750110-5（輕裝版） |                |                        | 2016年3月          | ISBN 978-75-1482-884-9 | 2023年预定 | ISBN 978-7-5583-3902-8 |
|          | 流浪行者（短篇集）                | 2008年4月 2011年5月  | ISBN 978-4-03-540360-9 ISBN 978-4-03-750130-3（輕裝版） |                |                        | 2016年3月          | ISBN 978-75-1482-879-5 | 2023年预定 | ISBN 978-7-5583-3923-3 |
|          | 炎路行者（作品集）                | 2012年2月 2014年11月 | ISBN 978-4-03-540380-7 ISBN 978-4-03-750150-1（輕裝版） |                |                        | 2016年3月          | ISBN 978-75-1482-880-1 | 2023年预定 | ISBN 978-7-5583-3922-6 |
|          | 風與行者（外傳）                  | 2018年11月           | ISBN 978-4-03-750200-3 （輕裝版）                       |                |                        |                    |                        |            |                        |

- 文庫版

| 日文標題 | 新潮社     | 新潮社                 |
| 日文標題 | 發售日期   | ISBN                   |
| -------- | ---------- | ---------------------- |
|          | 2007年3月  | ISBN 978-4-10-130272-0 |
|          | 2007年6月  | ISBN 978-4-10-130273-7 |
|          | 2007年12月 | ISBN 978-4-10-130274-4 |
|          | 2008年7月  | ISBN 978-4-10-130275-1 |
|          | 2009年8月  | ISBN 978-4-10-130276-8 |
|          | 2009年8月  | ISBN 978-4-10-130277-5 |
|          | 2010年8月  | ISBN 978-4-10-130279-9 |
|          | 2011年6月  | ISBN 978-4-10-130280-5 |
|          | 2011年6月  | ISBN 978-4-10-130281-2 |
|          | 2011年6月  | ISBN 978-4-10-130282-9 |
|          | 2013年8月  | ISBN 978-4-10-130283-6 |
|          | 2016年12月 | ISBN 978-4-10-130284-3 |

導讀手冊
- （偕成社）

2011年6月18日、ISBN 978-4-03-750140-2
2016年12月14日、ISBN 978-4-03-750160-0（增補改訂版）

### 漫畫
精靈守護者
原作：上橋菜穂子、作畫：藤原神居
| 冊數   | 史克威爾艾尼克斯 | 史克威爾艾尼克斯       |
| 冊數   | 發售日期         | ISBN                   |
| 單行本 | 單行本           | 單行本                 |
| ------ | ---------------- | ---------------------- |
| 1      | 2007年9月22日    | ISBN 978-4-7575-2116-2 |
| 2      | 2008年2月22日    | ISBN 978-4-7575-2219-0 |
| 3      | 2008年8月22日    | ISBN 978-4-7575-2356-2 |
| 愛藏版 |                  |                        |
| 全     | 2008年9月25日    | ISBN 978-4-7575-2382-1 |

- 文庫版

| 冊數 | 朝日新聞出版   | 朝日新聞出版           |
| 冊數 | 發售日期       | ISBN                   |
| ---- | -------------- | ---------------------- |
| 1    | 2013年10月18日 | ISBN 978-4-02-269038-8 |
| 2    | 2013年10月18日 | ISBN 978-4-02-269039-5 |

Gin〜動畫精靈守護者外傳〜（ジン〜アニメ精霊の守り人外伝〜）
腳本：中江美紀、作画：麻生我等
| 冊數 | 史克威爾艾尼克斯 | 史克威爾艾尼克斯       |
| 冊數 | 發售日期         | ISBN                   |
| ---- | ---------------- | ---------------------- |
| 全   | 2008年9月25日    | ISBN 978-4-7575-2383-8 |

闇之守護者
原作：上橋菜穂子、作畫：結布
| 冊數 | 朝日新聞出版  | 朝日新聞出版           |
| 冊數 | 發售日期      | ISBN                   |
| ---- | ------------- | ---------------------- |
| 1    | 2015年7月7日  | ISBN 978-4-02-214177-4 |
| 2    | 2016年3月18日 | ISBN 978-4-02-214194-1 |
| 3    | 2018年1月6日  | ISBN 978-4-02-214243-6 |

## 電視動畫
2007年4月7日至9月29日在NHK衛星第2頻道（NHK-BS2）的衛星動畫劇場時段播出，全26話。2008年4月5日在NHK教育頻道（NHK教育テレビ）上星期六早上九點（日本標準時間）重播。
第一話河川的風景是參考導演神山健治故鄉秩父地方所畫。

### 製作人員
- 原作：上橋菜穂子
- 企劃：島本雄二、川村明廣（NBC環球娛樂）、亀村哲郎、石川光久（Production I.G）
- 行政製作：田中渉、關戸雄一、鹽浦雅一、森下勝司（Production I.G）
- 製作人：横山真二郎、松田章男、松本壽子、西村知恭
- 導演、腳本：神山健治
- 助理導演：吉原正行
- 腳本：菅正太郎、櫻井圭記、岡田俊平、檜垣亮
- 人物設定：麻生我等
- 作畫監修：後藤隆幸
- 作畫監製：後藤隆幸、中村悟、近藤圭一、杉光登、山中正博
- 副導演：河野利幸、橘正紀、佐山聖子、新留俊哉、増井壮一、上田繁、高橋幸雄
- 故事構成：荒川直樹
- 美術監製：竹田悠介
- 美術設定：田村清喜、佐藤正浩、渡部隆
- 色彩設計：片山由美子
- 特殊效果：村上正博
- 攝影監製：田中宏侍
- 3D監製：遠藤誠
- 編審：植松淳一、奥野英俊
- 錄影編輯：川上八郎、平田圭
- 音響監製：若林和弘
- 音樂：川井憲次
- 音響製作：Foinse
- 音響製作人員：好永伸恵、原口昇
- 音響效果：神保大介
- 錄音調整：門倉徹
- 音樂製作：宮川美智代、安田玲子
- 動畫製作合作：P.A. Works（ピーエーワークス）
- 動畫製作：Production I.G
- 製作：「精霊の守り人」製作委員会（電通、NBC環球娛樂、NHK企業（日语：NHKエンタープライズ）、Production I.G）

### 配音員
| - 巴爾莎：安藤麻吹 - 查穆：安達直人 - 湯達：辻谷耕史 - 陀珞烗：真山亞子 - 托亞：淺野麻由美 - 薩亞：廣橋涼 - 聖導師：石森達幸 - 修伽：野島裕史 - 蓋凱：中博史 - 天皇：斧篤 - 薩姆：小林良也 - 二之妃：篠原恵美 | - 一：楠見尚己 - 二：松風雅也 - 三：望月健一 - 四：川田紳司 - 萊：斧篤 - 箍：福原耕平 - 寸：増田裕生 - 赫：笹田貴之 - 吉古羅·穆薩：西凛太朗 - 王之槍：立木文彦 - 薩古姆：小野賢章 |

### 主題歌
片頭曲「SHINE」
作詞 - hyde / 作曲 - tetsu / 編曲 - L'Arc〜en〜Ciel・西平彰 / 歌 - L'Arc〜en〜Ciel（Ki/oon Records）
片尾曲
作詞・作曲 - 田井中彩智 / 編曲 - 安部潤 / 歌 - 田井中彩智（SISTUS RECORDS）
插入曲
歌 - 不明 / 作詞 - John Nazil / 作曲・編曲 - 川井憲次

### 各話列表
| 話数 | 日文標題 | 中文標題          | 脚本              | 分鏡     | 演出             | 作画監督          | 播放日期      |
| ---- | -------- | ----------------- | ----------------- | -------- | ---------------- | ----------------- | ------------- |
| 1    |          | 女保鏢巴爾莎      | 神山健治          | 神山健治 | 河野利幸         | 後藤隆幸          | 2007年 4月7日 |
| 2    |          | 逃跑之人 追逐之人 | 岡田俊平 神山健治 | 別所誠人 | 佐山聖子         | 杉光登            | 4月14日       |
| 3    |          | 死鬥              | 櫻井圭記 神山健治 | 橘正紀   | 新留俊哉         | 中村悟            | 4月21日       |
| 4    |          | 陀珞烗的書信      | 檜垣亮 神山健治   | 吉原正行 | 高橋幸雄         | 山中正博          | 4月28日       |
| 5    |          | 秘策、青色之手    | 岡田俊平 神山健治 | 別所誠人 | 上田繁           | 近藤圭一          | 5月5日        |
| 6    |          | 死於青霧          | 菅正太郎 神山健治 | 河野利幸 | 河野利幸         | 杉光登            | 5月12日       |
| 7    |          | 查穆的決意        | 檜垣亮 神山健治   | 増井壮一 | 佐山聖子         | 熊谷哲矢          | 5月19日       |
| 8    |          | 鑄刀              | 櫻井圭記 神山健治 | 新留俊哉 | 新留俊哉         | 後藤隆幸          | 5月26日       |
| 9    |          | 渴望的修伽        | 岡田俊平 神山健治 | 橘正紀   | ながはまのりひこ | 中村悟            | 6月2日        |
| 10   |          | 土和英雄          | 菅正太郎 神山健治 | 増井壮一 | 上田繁           | 大久保徹          | 6月9日        |
| 11   |          | 將花酒送予湯達    | 檜垣亮 神山健治   | 河野利幸 | 河野利幸         | 近藤圭一          | 6月16日       |
| 12   |          | 夏至祭典          | 櫻井圭記 神山健治 | 佐山聖子 | 佐山聖子         | 馬越嘉彦          | 6月23日       |
| 13   |          | 非人非虎          | 岡田俊平 神山健治 | 橘正紀   | 橘正紀           | 石川健介          | 6月30日       |
| 14   |          | 連繫結            | 菅正太郎 神山健治 | 増井壮一 | 増井壮一         | 丸山宏一          | 7月7日        |
| 15   |          | 夭折              | 檜垣亮 神山健治   | 新留俊哉 | 新留俊哉         | 後藤隆幸          | 7月14日       |
| 16   |          | 只是一味地        | 櫻井圭記 神山健治 | 橘正紀   | 初見浩一         | 井川麗奈          | 7月21日       |
| 17   |          | 水車燃燒          | 岡田俊平 神山健治 | 佐山聖子 | 佐山聖子         | 杉光登 小谷杏子   | 7月28日       |
| 18   |          | 古老的村落        | 菅正太郎 神山健治 | 横山彰利 | 鹿島典夫         | 後藤隆幸          | 8月4日        |
| 19   |          | 逃亡              | 檜垣亮 神山健治   | 増井壮一 | 山崎浩司         | 中村悟            | 8月11日       |
| 20   |          | 前往狩穴          | 櫻井圭記 神山健治 | 笹木信作 | 柿本広大         | 大久保徹          | 8月18日       |
| 21   |          | 吉古羅·穆薩       | 岡田俊平 神山健治 | 新留俊哉 | 新留俊哉         | 近藤圭一          | 8月25日       |
| 22   |          | 甦醒的季節        | 菅正太郎 神山健治 | 増井壮一 | 初見浩一         | 山中正博 飯野利明 | 9月1日        |
| 23   |          | 追逐西古·撒路亞   | 檜垣亮 神山健治   | 横山彰利 | 河野利幸         | 杉光登 小谷杏子   | 9月8日        |
| 24   |          | 最後的希望        | 櫻井圭記 神山健治 | 河野利幸 | 佐山聖子         | 窪田康高          | 9月15日       |
| 25   |          | 宴                | 岡田俊平 神山健治 | 錦織博   | 橘正紀           | 中村悟            | 9月22日       |
| 26   |          | 啟程              | 菅正太郎 神山健治 | 石山貴明 | 吉原正行         | 後藤隆幸 近藤圭一 | 9月29日       |

### 原聲帶
- 「精靈守護者」音樂篇1

作曲：川井憲次
發佈：2007/06/22
- 「精靈守護者」音樂篇2

作曲：川井憲次
發佈：2007/09/21

## 電視劇
大河奇幻劇《精靈守護者》於2016年起在NHK綜合頻道播出，由綾瀨遙主演。全劇分三季，第一季（全4集）2016年3月19日至4月9日播出，第二季（全9集）2017年1月21日至3月25日播出，第三季（全9集）2017年11月起播出。

### 製作
選用上橋菜穂子《守護者》系列改編成電視劇的原由是因為此作品「在世界熱銷」且「有多國翻譯版本，在海外有高人氣」。劇名為《精靈守護者》，不過其內容是改編自《守護者》全系列，第一季將原作內容完整重現，第二季以後大幅改編。水、卵與怪物拉倫加採用視覺效果製作，為了呈現原作中亞洲多様性與大自然，劇組取景地點橫跨北海道到九州，另遠赴韓国各地取景。以4K影像拍攝。
第一季製作發表會於2014年7月28日舉行，2015年7月2日殺青。
第二季演員發表會於2015年4月8日舉行，預定同月開始拍攝。
2016年10月飾演聖導師的平幹二朗病逝，第三季由鹿賀丈史代演。第二季平幹二朗演出的戲份仍依照排定的日期播出。
第二季以《精靈守護者II 悲哀的破壞神》為標題，2017年1月21日至3月25日止每週六21：00－21：58播出，全9集（3月11日暫停）。

### 登場人物

#### 全系列
- 巴爾莎：綾瀨遙（幼少時期：橫溝菜帆、少女時期：清原果耶）（香港配音：張頌欣）
- 查穆：小林颯（日语：小林颯）（童年）、板垣瑞生（少年）（香港配音：黃昕瑜（童年）、曹啟謙（少年））
- 湯達：東出昌大、若山耀人（少年）（香港配音：黃積權）
- 二之妃：木村文乃（香港配音：魏惠娥）
- 修伽：林遣都（香港配音：鄧港文）
- 蓋凱：吹越滿（香港配音：李錦綸）
- 一：神尾佑（日语：神尾佑）（香港配音：張錦江）
- 二：松田悟志（香港配音：陳耀楠）
- 吉古羅·穆薩：吉川晃司（香港配音：招世亮）
- 陀珞烗：高島禮子（香港配音：黃麗芳）
- 聖導師：平幹二朗（香港配音：陳永信）
- 天皇：藤原龍也（香港配音：梁偉德）

#### 第一季
- 一之妃：奧村佳惠（日语：奥村佳恵）
- 托亞：加藤清史郎（香港配音：袁淑珍）
- 薩亞：彩島莉愛菜（日语：彩島りあな）（香港配音：何晶晶）
- 妮娜：石井萌萌果（香港配音：陳皓宜）
- 薩姆：中野魁星
- 諾亞：螢雪次朗（日语：螢雪次朗）（香港配音：馮志輝）
- 羅古薩姆：中村獅童

#### 第二季[11][8]
- 席哈娜：真木陽子（香港配音：劉惠雲）
- 思法魯：柄本明（香港配音：盧國權）
- 阿斯娜：鈴木梨央（香港配音：何寶珊）
- 伊韓：藤岡靛[12]（香港配音：麥皓豐）
- 托里席亞：壇蜜（香港配音：朱妙蘭）
- 徹基沙：福山康平（日语：福山康平）（香港配音：胡家豪）
- 阿哈爾：中島唱子（日语：中島唱子）
- 游拉里：信江勇（日语：信江勇）
- 歐爾西：寺十吾（日语：寺十吾）
- 由撒姆：橋本哲
- 阿曼：緋田康人（日语：緋田康人）
- 蘇安：品川徹（日语：品川徹）
- 歐貢：富澤岳史（日语：富澤たけし）
- 托撒：伊武雅刀（香港配音：朱子聰）
- 瑪莎：渡邊繪里（香港配音：雷碧娜）
- 托諾：岩崎宇大（日语：岩崎う大）
- 雨果：鈴木亮平（香港配音：關令翹）
- 昔娜：織田梨沙（日语：織田梨沙）（香港配音：凌晞）
- 古爾祖：小市慢太郎
- 伊亞努：玄理
- 勞爾：高良健吾[10]（香港配音：李凱傑）

#### 第三季
- 拉達爾：中川晃教
- 納古爾：黃川田將也
- 納古爾之妃：村川繪梨（日语：村川絵梨）
- 伽古羅：渡邊一惠
- 伽穆：降谷建志
- 托托：米良美一
- 拉路古：武田鐵矢
- 伽爾納：上地雄輔
- 尤伽：花總真理
- 諾席爾：林家正藏（日语：林家正蔵）
- 科恰：佐佐木都萬（日语：佐々木とまん）
- 聖導師：鹿賀丈史[9]

### 製作團隊
- 原作：上橋菜穗子「守護者」系列[13][8]：

- 《精靈守護者》（第一季）
- 《神之守護者〈來訪篇・歸還篇〉》、《蒼路之旅人》、《天與地之守護者〈第一部〉》等（第二季）

- 劇本：大森壽美男
- 製作統括：海邊潔、加藤拓（NHK企業（日语：NHKエンタープライズ））、谷口卓敬、中村高志（NHK，第二季）
- 導演：片岡敬司（NHK企業）、加藤拓（第二季）、中島由貴（第二季）、西村武五郎（第二季）
- 製作人：結城崇史（第一季・第二季・第三季）、竹内敬明（第一季・第三季）、大越大士（第一季・第二季）
- 音樂：佐藤直紀
- 主題音樂演奏：NHK交響樂團
- 主題音樂指揮：廣上淳一（日语：広上淳一）
- 演奏：Face Music（フェイスミュージック）
- 題字：赤松陽構造（日语：赤松陽構造）
- 人物設計監製：拓植伊佐夫
- 文化藝能考證：友吉鶴心
- 動作指導：辻井啓伺
- 編舞、手勢指導：廣崎宇蘭（日语：広崎うらん）
- 料理指導：飯島奈美、板井海（板井うみ）
- 創作文字指導：坂井孝次
- 醫療指導：富田泰彦
- 視覺效果製作人：結城崇史
- 夏至祭音樂：稲葉明徳
- 標題背景：菱川勢一
- 拍攝協力：熊本縣、鹿兒島縣、熊本縣菊池市、熊本縣高森町、鹿兒島縣霧島市、鹿兒島縣伊佐市、長野縣松本市、群馬縣下仁田町、山梨縣富士吉田市、山梨縣北杜市、千葉縣鋸南町
- 資料提供：西畠清順
- 映像提供：TETON  GRAVITY RESEARCH
- 美術：山口類兒（日语：山口類児）、伊達美貴子
- 技術：重永明義、市川隆男
- 音響効果：三谷直樹、柴田夏美（柴田なつみ）
- 攝影：相馬和典、細野和彦
- 音声：大宅健司、山本哲伸
- 視覺效果：高橋佳宏、進威志
- 編審：平川正治
- 照明：鈴木岳、高橋貴生
- 影像技術：金丸岳生、田中幸治
- 記錄：加賀美佳子
- 美術進行：山尾輝、高橋秀樹
- 制作：NHK企業
- 製作、出品：NHK

### 播出日程
| 季數                                                                  | 各話       | 播出日期       | 日文標題   | 中文標題         | 導演              | 原作                                                             | 收視率     |
| 精靈守護者                                                            | 精靈守護者 | 精靈守護者     | 精靈守護者 | 精靈守護者       | 精靈守護者        | 精靈守護者                                                       | 精靈守護者 |
| --------------------------------------------------------------------- | ---------- | -------------- | ---------- | ---------------- | ----------------- | ---------------------------------------------------------------- | ---------- |
| 第一季                                                                | 第1回      | 2016年3月19日  |            | 女保鑣巴爾莎     | 片岡敬司          | 精靈守護者                                                       | 11.7%      |
| 第一季                                                                | 第2回      | 2016年3月26日  |            | 寄宿在王子的東西 | 片岡敬司          | 精靈守護者                                                       | 10.3%      |
| 第一季                                                                | 第3回      | 2016年4月2日   |            | 冬眠的誓言       | 片岡敬司          | 精靈守護者                                                       | 7.1%       |
| 第一季                                                                | 第4回      | 2016年4月9日   |            | 決戰之時         | 片岡敬司          | 精靈守護者                                                       | 7.4%       |
| 精靈守護者II 悲哀的破壞神                                             |            |                |            |                  |                   |                                                                  |            |
| 第二季                                                                | 第5回      | 2017年1月21日  |            | 災難之子         | 加藤拓            | 神之守護者〈來訪篇・歸還篇〉 蒼路之旅人 天與地之守護者〈第一部〉 | 8.2%       |
| 第二季                                                                | 第6回      | 2017年1月28日  |            | 圈套             | 中島由貴          | 神之守護者〈來訪篇・歸還篇〉 蒼路之旅人 天與地之守護者〈第一部〉 | 8.1%       |
| 第二季                                                                | 第7回      | 2017年2月4日   |            | 光的力量         | 西村武五郎        | 神之守護者〈來訪篇・歸還篇〉 蒼路之旅人 天與地之守護者〈第一部〉 | 6.8%       |
| 第二季                                                                | 第8回      | 2017年2月11日  |            | 笑著的魔物       | 西村武五郎        | 神之守護者〈來訪篇・歸還篇〉 蒼路之旅人 天與地之守護者〈第一部〉 | 6.5%       |
| 第二季                                                                | 第9回      | 2017年2月18日  |            | 到聖地           | 加藤拓            | 神之守護者〈來訪篇・歸還篇〉 蒼路之旅人 天與地之守護者〈第一部〉 | 7.4%       |
| 第二季                                                                | 第10回     | 2017年2月25日  |            | 帝國的獠牙       | 中島由貴          | 神之守護者〈來訪篇・歸還篇〉 蒼路之旅人 天與地之守護者〈第一部〉 | 6.3%       |
| 第二季                                                                | 第11回     | 2017年3月4日   |            | 神之守護者       | 加藤拓            | 神之守護者〈來訪篇・歸還篇〉 蒼路之旅人 天與地之守護者〈第一部〉 | 6.7%       |
| 第二季                                                                | 第12回     | 2017年3月18日  |            | 王子的足跡       | 西村武五郎        | 神之守護者〈來訪篇・歸還篇〉 蒼路之旅人 天與地之守護者〈第一部〉 | 6.6%       |
| 第二季                                                                | 第13回     | 2017年3月25日  |            | 互相呼喚的靈魂   | 中島由貴          | 神之守護者〈來訪篇・歸還篇〉 蒼路之旅人 天與地之守護者〈第一部〉 | 6.0%       |
| 精靈守護者 最終章                                                     |            |                |            |                  |                   |                                                                  |            |
| 第三季                                                                | 第14回     | 2017年11月25日 |            | 巴爾莎，返鄉     | 片岡敬司          | 闇之守護者 天與地之守護者〈第二、三部〉                          | 6.0%       |
| 第三季                                                                | 第15回     | 2017年12月2日  |            | 岡巴魯的黑暗     | 片岡敬司          | 闇之守護者 天與地之守護者〈第二、三部〉                          | 5.7%       |
| 第三季                                                                | 第16回     | 2017年12月9日  |            | 青光石的禮物     | 一色隆司          | 闇之守護者 天與地之守護者〈第二、三部〉                          | 5.1%       |
| 第三季                                                                | 第17回     | 2017年12月16日 |            | 羅古薩姆的野望   | 一色隆司          | 闇之守護者 天與地之守護者〈第二、三部〉                          | 5.1%       |
| 第三季                                                                | 第18回     | 2017年12月23日 |            | 槍舞             | 一色隆司          | 闇之守護者 天與地之守護者〈第二、三部〉                          | 4.2%       |
| 第三季                                                                | 第19回     | 2018年1月6日   |            | 戰爭下的告別     | 片岡敬司 樋口真嗣 | 闇之守護者 天與地之守護者〈第二、三部〉                          | 5.8％      |
| 第三季                                                                | 第20回     | 2018年1月13日  |            | 傷痕累累的再會   | 片岡敬司 樋口真嗣 | 闇之守護者 天與地之守護者〈第二、三部〉                          | 6.3％      |
| 第三季                                                                | 第21回     | 2018年1月20日  | 神なき世界 | 無神的世界       | 樋口真嗣          | 闇之守護者 天與地之守護者〈第二、三部〉                          | 5.8％      |
| 第三季                                                                | 最終回     | 2018年1月27日  | 旅立ち     | 旅程             | 片岡敬司          | 闇之守護者 天與地之守護者〈第二、三部〉                          | 6.6%       |
| 平均收視率 6.8%（收視率由Video Research調查關東地區跟世帶的統計資料） |            |                |            |                  |                   |                                                                  |            |

| 日本 NHK NHK週六連續劇                                   | 日本 NHK NHK週六連續劇                  | 日本 NHK NHK週六連續劇              |
| -------------------------------------------------------- | --------------------------------------- | ----------------------------------- |
|                                                          | 精靈守護者 （2016.03.19 - 2016.04.09）  |                                     |
| 戀愛的三陸～去搭聯誼列車吧！ （2016.02.27 - 2016.03.12） | 荳荳電視 （2016.04.30 - 2016.06.18）    |                                     |
| SNIFFER 嗅覺搜查官 （2016.10.22 - 2016.12.03）           | 精靈守護者2 （2017.01.21 - 2017.03.18） | 4號警備 （2017.04.08 - 2017.05.20） |

| 香港 無綫網絡電視日劇台 星期五 14:30 - 15:30、17:30 - 18:30、20:30 - 21:30及23:30 - 00:30 4月22日 14:30 - 16:00、17:30 - 19:00、20:30 - 22:00及23:30 - 01:00 | 香港 無綫網絡電視日劇台 星期五 14:30 - 15:30、17:30 - 18:30、20:30 - 21:30及23:30 - 00:30 4月22日 14:30 - 16:00、17:30 - 19:00、20:30 - 22:00及23:30 - 01:00 | 香港 無綫網絡電視日劇台 星期五 14:30 - 15:30、17:30 - 18:30、20:30 - 21:30及23:30 - 00:30 4月22日 14:30 - 16:00、17:30 - 19:00、20:30 - 22:00及23:30 - 01:00 |
| --- | --- | --- |
| | （2016.04.22 - 2016.05.13） | |
| 最強名醫2（14:00-15:00） （2016.04.05 - 2016.04.15）GTO麻辣教師2014（15:00-16:00） （2016.04.07 - 2016.04.15）                                               | （2016.05.20 - 2016.07.22） | |
| 香港 myTV SUPER 日劇台 星期五 13:30 - 14:30、16:30 - 17:30、19:30 - 20:30及22:30 - 23:30                                                                     | | |
| 出租愛情 （2017.05.19 - 2017.06.16） | （2017.06.23 - 2017.08.18） | 獻給你的徽章（13:30-15:30） （2017.08.25） |
| 香港 無綫電視J2 星期六 13:00 - 16:00及星期日13:00 - 15:30 | | |
| 賽馬直擊 | （2017.04.15 - 2017.04.16） | 田中君為何這樣懶惰（12:30-13:30） ↓ 六嚿腹肌拯救隊（14:30-15:30） ↓ 一日三餐 - 農村篇 II （星期六）賽馬直擊 （星期日）                                       |

| 台灣 緯來日本台 週六至週日 22:00 | 台灣 緯來日本台 週六至週日 22:00            | 台灣 緯來日本台 週六至週日 22:00 |
| -------------------------------- | ------------------------------------------- | -------------------------------- |
|                                  | 精靈守護者 （2016年9月17日－2016年9月18日） |                                  |
| 男女有問題                       | 男女有問題                                  |                                  |

## 外部連結
- 精霊の守り人・「守り人」シリーズ 公式サイト | 上橋菜穂子 - 偕成社（页面存档备份，存于）（日語）
- 上橋菜穂子「守り人」シリーズ 新潮社特設サイト｜新潮社（页面存档备份，存于）（日語）
- 守り人の洞窟（页面存档备份，存于）（日語）
- 精霊の守り人（页面存档备份，存于）（日語）
- NHKアニメワールド：精霊の守り人（日語）
- 株式会社プロダクション・アイジー（Production I.G., Inc.）（日語）
- NHK大河奇幻劇《精靈守護者》（页面存档备份，存于）（日語）
- 緯來日本台《精靈守護者》官方網站（页面存档备份，存于）（繁體中文）
- 無綫電視《精靈守護者》官方網站（页面存档备份，存于）（繁體中文）